# Eemnesserweg 89 (Baarn)
Villa 't Lokhuis aan de Eemnesserweg 89 is een gemeentelijk monument in Baarn in de provincie Utrecht. Het huis staat op de grens van het Wilhelminapark dat onderdeel is van het rijksbeschermd dorpsgezicht Prins Hendrikpark e.o..

## Oorsprong
De villa aan de Eemnesserweg is in 1920 gebouwd naar een ontwerp van architect J.W. Hanrath (1867 - 1932) en in opdracht van prof. dr. J. Rotgans. Hanrath heeft nog een andere Baarnse villa ontworpen: De Dennenhof aan de Rutgers van Rozenburglaan 1. Deze villa's tonen een sterke gelijkenis.

## Bewoning
De villa werd tot 1955 bewoond door prof. Rotgans. Hij doopte de villa "'t Lokhuis" in de hoop dat zijn kinderen vaak over de vloer zouden komen.
Ook thans wordt de woning particulier bewoond.